# Municipio de Turton
El municipio de Turton (en inglés: Turton Township) es un municipio ubicado en el condado de Spink en el estado estadounidense de Dakota del Sur. En el año 2010 tenía una población de 25 habitantes y una densidad poblacional de 0,27 personas por km².

## Geografía
El municipio de Turton se encuentra ubicado en las coordenadas 45°1′22″N 98°2′35″O / 45.02278, -98.04306. Según la Oficina del Censo de los Estados Unidos, el municipio tiene una superficie total de 92.64 km², de la cual 92,64 km² corresponden a tierra firme y (0 %) 0 km² es agua.

## Demografía
Según el censo de 2010, había 25 personas residiendo en el municipio de Turton. La densidad de población era de 0,27 hab./km². De los 25 habitantes, el municipio de Turton estaba compuesto por el 96 % blancos, el 4 % eran afroamericanos. Del total de la población el 0 % eran hispanos o latinos de cualquier raza.